# Осторожно! Бандиты!
«Осторожно! Бандиты!» (итал. Achtung! Banditi!) — военная драма режиссёра Карло Лидзани, снятая в 1951 году. Фильм основан на реальных событиях.

## Сюжет
Генуя, 1944 год. Партизаны получают сообщение от генерала Александера о том, что движение союзников по полуострову будет медленным, и предлагает партизанам разойтись по домам. Однако, несмотря на призыв, они совершают экспедицию в город за оружием. В городе забастовка, а фабрика, на которой спрятано оружие в руках немцев. Атака на фабрику приводит к кровавой битве и невозможности уйти в лес.

## В ролях
- Джина Лоллобриджида — Анна
- Андреа Кекки — инженер
- Витторио Дузе — Доменико

## Критика
Фильм снят в стилистике неореализма. Задействованные актёры, помимо звёзд Джины Лоллобриджиды и Андреа Кекки, непрофессиональны. Сцены жестокости не показаны. Недостаток фильма — упор на содержание, дидактизм и недостаточная проработка ситуаций и характеров. Однако, сюжет продвигается плавно. Наиболее заметна способность использовать фигурально потенциал промышленного района Генуи, в чьих лабиринтах ведутся бои.

## Награды
- Лучший режиссёр на Международном фестивале в Карловых Варах (1952)